# Nicolae Teclu

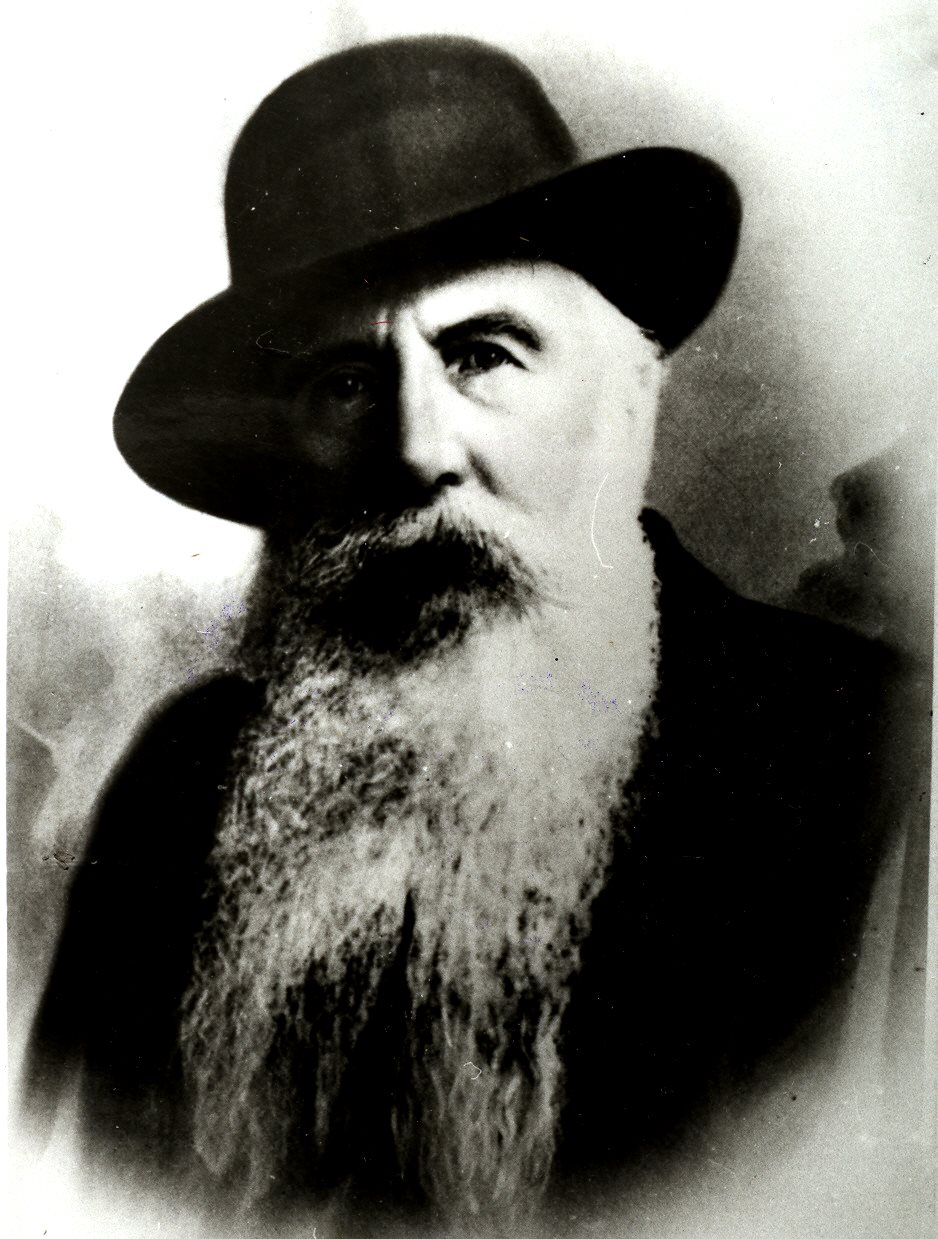
Nicolae Teclu

Nicolae Teclu (* 18. Oktober 1838 in Kronstadt; † 13. Juli 1916 in Wien) war ein rumänisch-österreichischer Chemiker und Architekt.
Teclu war von 1888 bis zu seiner Pensionierung 1910 Professor für Allgemeine und Analytische Chemie an der Abteilung für Technische Chemie an der Handelsakademie in Wien und erfand im Jahr 1892 den Teclubrenner.

## Beispiele für Teclus Arbeiten
Teclu forschte an der Verbrennung, an der Gestalt von Flammen und an der Explosion: So verglich er die Leistung verschiedener Lichtquellen mit Hilfe eines Radiometers und forschte an der Verbrennung von Leuchtgas, einem Gasgemisch, das Wasserstoff und Kohlenmonoxid enthält. Außerdem ermittelte er mittels eines von ihm entworfenen Apparats die Explosionsgrenzen von Gasgemischen (Luft mit Wasserstoff, Leuchtgas, Sumpfgas oder Acetylen).
Teclu entwickelte eine ganze Reihe von Demonstrationsapparaten für Vorlesungszwecke. Damit zeigte er die Effekte bei der Verbrennung, die Wasserstoffentwicklung bei der Reaktion von Natrium mit Wasser, die elektrolytische Wasserspaltung oder die Bildung von festem Kohlenstoffdioxid. Außerdem baute er eine Apparatur zur Bereitung von Knallgas durch Mischen von Wasserstoff und Sauerstoff. Für das Labor entwarf er eine Luftpumpe, Geräte zur Regulierung von Gasflüssen, zur Bestimmung von Kohlenstoffdioxid und zur Gasentwicklung sowie zum einfachen Sammeln von bei der Verbrennung von Wasserstoff oder von Kohlenwasserstoffen entstehendem Wasser. Ferner publizierte er auch Arbeiten zur anorganischen Chemie und zu Gasströmungen.